# Zila Siquet
Zila Siquet, nome artístico de Zilneide Mendes Siqueira (Sobradinho, 12 de junho de 1970) é uma cantora, produtora e atriz brasileira.

## Discografia
- Um Segredo na Floresta (1997) – Independente (CD para teatro)
- Áreas da Vida Popular (1997/1998) – Independente
- Canuto - Osias Canuto (1998) – Independente (*)
- Zila (1999) – Independente
- Choramingando - Dinaldo Domingues e Jairo Mozart (2000) – Independente (*)
- Amor Eterno - José Maria Justa Gurgel (2002) – Independente (*)
- Tempero Brasileiro - Tião Candido (2003) – Independente (*)
- Festa do Cerrado - Tião Candido (2004) – Independente (*)
- Zaktar (2007) – Independente (*)
- Ausência de Você - As Canções de Sérgio Ricardo (2008)
- Passos de Edwiges - Júlio Pepe (2009) (*)

(*) Participação especial